# Takeshis'
Takeshis' és una pel·lícula japonesa del 2005 dirigida, escrita, editada i protagonitzada per Takeshi Kitano. És la primera pel·lícula en la trilogia surrealista i autobiogràfica de Kitano, seguida per Glory to the Filmmaker! i Aquiles i la tortuga.

## Estructura de pel·lícula
El títol original de Takeshis' era Fractal, suggerint l'estructura de la pel·lícula. El film té diverses línies argumentals i descriu com a 8½ el tema de la crisi d'identitat amb un estil autobiogràfic. És també fortament caracteritzada per una sèrie d'esdeveniments surrealistes enllaçats per trobades casuals.
Un tema prominent a la pel·lícula és la dualitat,gairebé tots els personatges principals apareixen en dues formes o papers diferents.

## Trama
Takeshis' progressa a través de la història dels protagonistes duals, Beat Takeshi i Mr. Kitano (ambdós interpretats pel mateix Kitano). Beat Takeshi, un actor destacat, coneix un personatge molt similar a ell d'aspecte anomenat Mr. Kitano, que és un actor lluitador. Després de la trobada, els somnis de Kitano es tornen violents i surreals.

## Repartiment
- Beat Takeshi com a Beat Takeshi/Mr. Kitano
- Kotomi Kyono com a xicota de Takeshi /veïna de Kitano
- Kayoko Kishimoto com a clienta de Mahjong/ productora del càsting/clienta
- Ren Osugi com a mànager de Takeshi/Taxista
- Susumu Terajima com a amic de Takeshi/ veí yakuza de Kitano
- Tetsu Watanabe com a encarregada de vestuari de TV/cuiner de fideus/actor de càsting
- Taichi Saotome d'ell mateix
- Akihiro Miwa d'ell mateix

## Recepció
La trama imprecisa, sovint separada d'una línia narrativa és una font considerable d'humor dins de la pel·lícula. Ha estat lloada i catalogada com una comèdia surrealista i una feina de complexitat considerable.